# F-Droid
Pour les articles homonymes, voir Droid.
F-Droid (Android FLOSS repository) est un magasin d'applications libres pour les systèmes d’exploitation Android et dérivés, comme Replicant sur lequel il est installé par défaut. Il est promu par la Free Software Foundation Europe.
Les applications peuvent être installées directement via l'application F-Droid, mais peuvent également être chargées depuis le site web au format des paquets Android (.apk) puis installées via Android Debug Bridge ou d'autres installateurs.
Il est possible de rajouter d'autres sources de logiciels.
En juin 2016, le nombre d'applications disponibles a dépassé les deux mille.

## Historique
F-Droid est fondé par Ciaran Gultnieks en 2010. Le code source du client Android de l'application a, à cette époque, été forkée de celui de l'application Aptoide,. Le projet est maintenant[Depuis quand ?] dirigé par l'association anglaise F-Droid Limited.
Replicant, un OS Android totalement libre, utilise, et recommande, F-Droid comme magasin d'application par défaut,. The Guardian Project, une suite d'applications Android libres et sécurisées, a ensuite commencé à déployer son propre dépôt F-Droid au début de l'année 2012. En 2012, la Free Software Foundation Europe a mis F-Droid à l'honneur dans leur campagne Free Your Android! pour attirer l'attention sur les risques de sécurité et de vie privée induits par les logiciels propriétaires,.
En mars 2016, F-Droid a mis en place un partenariat avec The Guardian Project et CopperheadOS ayant pour but d'améliorer encore le système et la distribution d'applications sécurisée et vérifiables,.

## Client Android
F-Droid, en dehors d'être un dépôt d’applications Android, propose également un client Android permettant d'installer facilement ces applications et de les mettre à jour. Pour installer l’application F-Droid, l'utilisateur doit cocher l'option permettant l’installation d'applications depuis des sources inconnues, et avoir au préalable téléchargé l'apk depuis le site officiel avec un navigateur internet classique. L’application Android F-Droid n'est pas accessible depuis le Google Play car celui-ci inclut une clause interdisant la publication de magasins d’applications tiers.
Le client F-Droid officiel a été conçu pour être facile d'utilisation pour tous les utilisateurs. Un très gros effort est par ailleurs fourni pour rendre ce client imperméable à l'espionnage, à la surveillance ou encore à la censure. Il inclut également des fonctionnalités permettant d'échanger des applications entre utilisateurs proches en l'absence totale d'internet. Le client fonctionne alors comme un magasin d'applications local en partageant les apk via le Wi-Fi local, par Bluetooth ou encore par NFC via Android Beam.
Dans le but d'améliorer l'anonymat lors de l’utilisation de l’application F-Droid, celle-ci supporte l'utilisation de proxys HTTP, et peut lire des dépôts d’applications hébergés sur le réseau Tor.
Le client F-Droid propose également automatiquement les mises-à-jour des applications installées. Celles-ci peuvent être téléchargées et installées automatiquement si l'utilisateur a installé (via le root ou en flashant un fichier zip) l'extension "F-Droid Privileged Extension".
Le projet F-Droid étant par nature libre et open source, d'autres clients Android ont été développés par la communauté. Parmi ceux-ci, on peut trouver les suivants directement téléchargeables depuis l’application F-Droid officielle :
- A-Droid,
- G-Droid,
- M-Droid.

## Indépendance
F-Droid permet d’installer des applications sans nécessiter de compte à la différence de Google Play par exemple, qui nécessite un compte Google. Le client Android n’envoie aucune donnée permettant d'identifier un utilisateur en dehors de son numéro de version.
On peut aussi l’utiliser sur des systèmes d’exploitation de remplacement tels LineageOS et OmniROM, qui ne disposent pas des services Google Play, et donc sans installer de logiciel propriétaire supplémentaire. L'entreprise Fairphone recommande d'ailleurs cette alternative à ses clients faisant le choix d'installer leur système d'exploitation secondaire Fairphone Open, qui inclut une extension privilégiée permettant à F-Droid d'installer les applications sans que l'autorisation des sources inconnues n'ait à être activée dans les paramètres du téléphone.